# Ria de Alvor

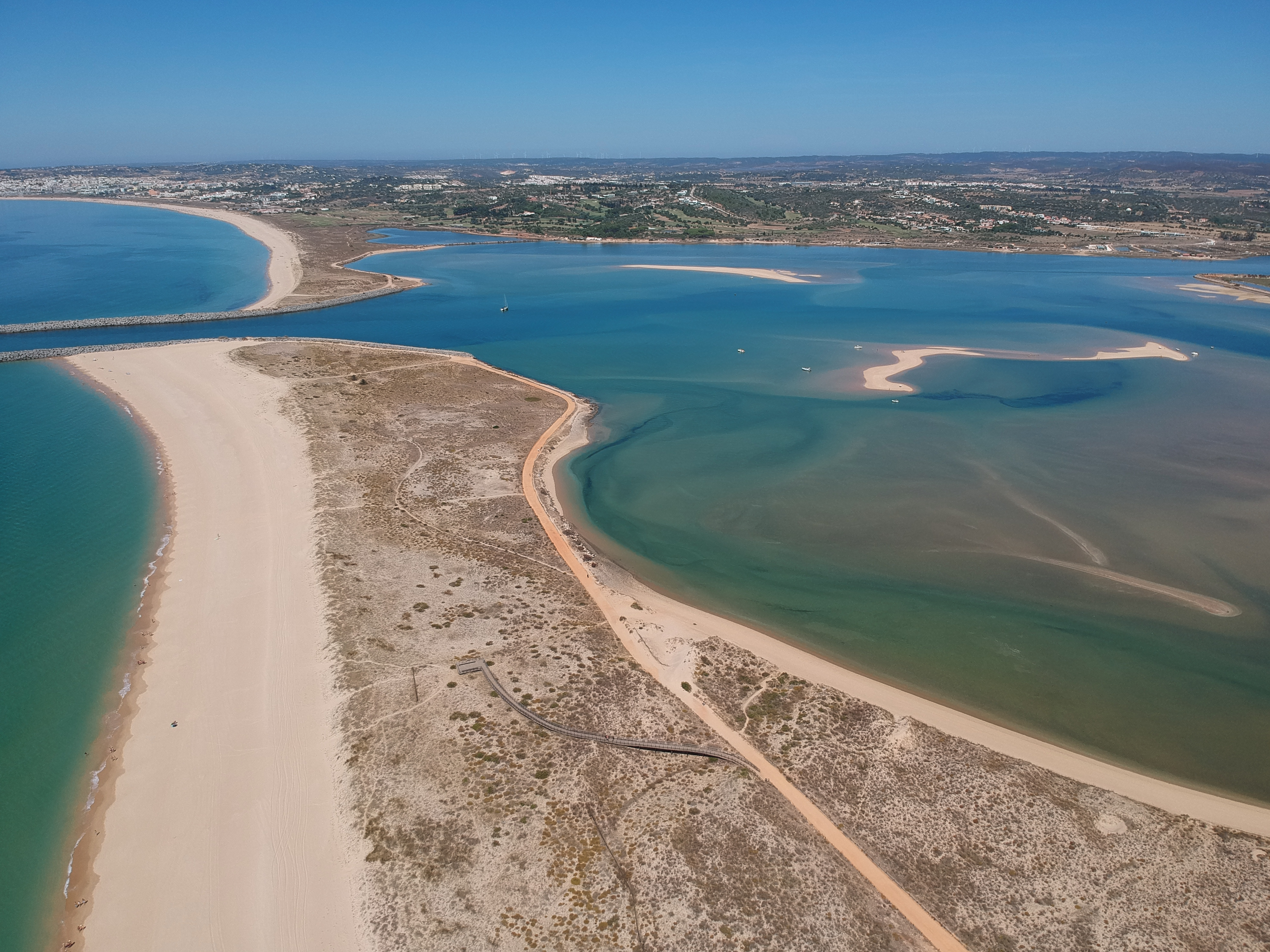

O Rio Alvor (ou Ria de Alvor) é um pequeno rio português, resultante da união de quatro cursos de água nascidos na encosta Sul da Serra de Monchique: a ribeira do Farelo e a ribeira da Torre (que desaguam na sua margem a nascente) e a ribeira de Odiáxere com a sua afluente ribeira do Arão (que desaguam na margem poente). A partir daí estabelece uma ria alargada, que constitui a fronteira natural entre as freguesias de Odiáxere (Município de Lagos), Mexilhoeira Grande e Alvor (Município de Portimão).
A Ria de Alvor está reconhecida como Sítio de Importância Comunitária (PTCON0058). Dela fazem parte dunas cinzentas, praias e estuários, terrenos agrícolas, mato seminatural, pinhal e sapais salgados, além de abrigar espécies e habitats de interesse comunitário, conforme a Directiva Habitats. É também local classificado como sítio Ramsar
As duas maiores propriedades na Ria de Alvor são a Quinta da Rocha, o C.N. D. João II e a Abicada.